# Ruta de Illinois 255
La Ruta de Illinois 255, y abreviada IL 255 (en inglés: Illinois Route 255) es una carretera estatal estadounidense ubicada en el estado de Illinois. La carretera inicia en el sureste desde la I 255  , I 270   en Pontoon Beach hacia el noroeste en la Seminary Road en Alton. La carretera tiene una longitud de 26,5 km (16.46 mi).

## Mantenimiento
Al igual que las autopistas interestatales, y las rutas federales y el resto de carreteras estatales, la Ruta de Illinois 255 es administrada y mantenida por el Departamento de Transporte de Illinois por sus siglas en inglés IDOT.